# Transport express régional
Transport express régional (французька вимова: [tʁɑ̃spɔʁ ɛksprɛs ʁeʒjɔnal] , зазвичай скорочено до TER) — торгова марка, яка використовується SNCF, французькою національною залізничною компанією, для позначення залізничного сполучення, яким керують регіональні ради Франції, зокрема їхні організовані транспортні органи. 
Мережа обслуговує регіони Франції; Іль-де-Франс (Transilien) і Корсика (CFC) мають свої власні транспортні системи. 
Щодня 5700 поїздів бренду TER перевозять понад 800 тис. пасажирів. 

TER є частиною SNCF Voyageurs, філії SNCF, що займається міськими та регіональними пасажирськими залізничними перевезеннями, до складу якої також входять Transilien, Intercités, Chemins de fer de la Corse (CFC), Keolis та Effia. 

## Огляд
SNCF створив систему TER в 1984 році, щоб забезпечити основу для управління регіональними пасажирськими послугами. 
З кінця 1990-х років він тісно узгоджується з регіональним транспортним департаментом, які укладають угоди з SNCF про визначені маршрути, кількість сполучень, тарифи та рівень обслуговування.
Послуги TER значною мірою субсидують французькі платники податків. У середньому 72 % вартості беруть на себе держава та регіональні ради, а мандрівники сплачують лише близько 28 % вартості. Ця вартість з часом зростає, оскільки регіональні ради постійно розширюють кількість послуг.
Потяги TER складаються з одно- або багатосекційних дизельних, електричних або дворежимних залізничних вагонів, а також деяких вагонів Corail, які раніше використовувалися на міжміських маршрутах.